# 宜蘭縣宜蘭市立圖書館
宜蘭市立圖書館為宜蘭市公所成立的公共圖書館，隸屬於宜蘭市公所，原址在宜蘭市民權路一段53號。2022年4月，搬遷至宜蘭市李科永紀念圖書館處。

## 外部連結
- 官方網站 （页面存档备份，存于）
- 臉書粉絲專頁 （页面存档备份，存于）